# Constance Chlore
Constance Chlore ou Constance Ier, Caius Flavius Julius Constantius (vers 250-306), est un César du 1er mars 293 au 1er mai 305 et un empereur romain du 1er mai 305 au 25 juillet 306.
Il est l'un des quatre empereurs de la Tétrarchie instaurée par Dioclétien, et doit notamment affronter la révolte carausienne. Il est également connu comme le père de Constantin le Grand, ce dernier étant considéré comme l'un des empereurs romains les plus influents du IVe siècle.

## Biographie

### Surnom
Il est généralement connu sous le nom de Constance Chlore, du grec χλωρός / khlōrós, qui signifie « pâle ». Ce surnom apparaît dans les sources byzantines à partir du VIe siècle mais n'est jamais employé dans les sources latines[source secondaire souhaitée].

### Origines
D'origine illyrienne (né à Dardania en Mésie Supérieure), il est militaire de profession, comme les autres tétrarques. Il a épousé (selon l'hagiographie) Hélène, dont il a eu au moins un fils, Constantin Ier. Constance fut un membre de la garde rapprochée (Protectores Augusti Nostri) d'Aurélien et participa à la reprise en main de l'empire sécessionniste de Palmyre en Orient. Il fut tribun militaire dans l'armée de Probus et fut promu gouverneur de la Dalmatie sous Carus[réf. souhaitée].
Constance Chlore était peut-être parent de l'empereur Claude II,. Les membres de sa dynastie et en particulier son fils célébreront cette parenté. L’Histoire Auguste, ouvrage du IVe siècle, fait de Constance Chlore le fils de Claudia, nièce des empereurs Claude II et Quintillus, et fruit de l'alliance entre l'empereur Commode avec Bruttia Crispina. Un court texte anonyme de la seconde moitié du XIIIe siècle, Le Dit de l'empereur Constant, en fait le héros d'une histoire légendaire, sur le thème de l'enfant prédestiné qui épouse la fille de l'empereur de Byzance malgré les efforts de ce dernier pour le tuer[source secondaire souhaitée].

### Accession au pouvoir
En 288, il devient le préfet du Prétoire de Maximien. Cette promotion fait de lui le deuxième personnage des provinces occidentales de l'Empire (Hispanie, Gaule, Italie, Bretagne).

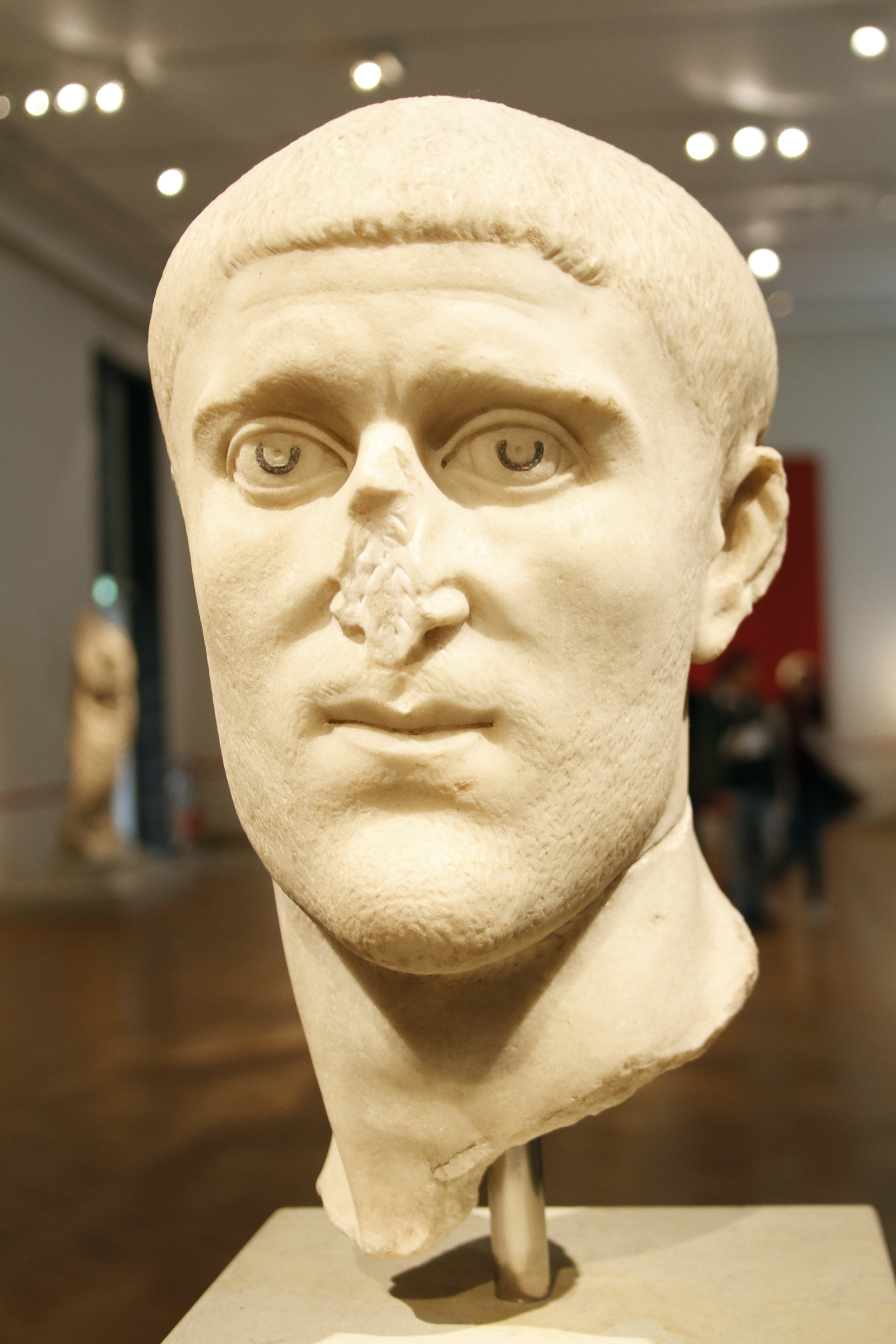
Buste en marbre à l'effigie de Constance Chlore (Altes Museum, Berlin).

#### César de la Tétrarchie
Il est promu César en 293 lorsque Maximien et Dioclétien décident de créer cette dignité d'empereur adjoint dans le cadre de la Tétrarchie.
Quand Constance Chlore est appelé à participer à la tétrarchie, il doit épouser la fille de son supérieur hiérarchique Maximien, Théodora, et peut-être répudier Hélène (si elle était réellement son épouse). Aucun document n'atteste d'une quelconque répudiation.
Il est notamment chargé de venir à bout de la révolte de Carausius, commandant de la flotte de Gesoriacum (Boulogne) qui, allié aux Francs, avait fait sécession et contrôlait la Bretagne (aujourd'hui Grande-Bretagne) et le nord de la Gaule. Après la difficile prise de la ville de Gesoriacum en 294, il fallut deux ans à Constance Chlore pour éliminer de Gaule le reste des troupes révoltées et préparer une invasion de la Bretagne. Sa flotte partit de Gesoriacum en 296 divisée en deux groupes, l'un dirigé par Constance en personne, l'autre par son préfet du prétoire, Asclepiodotus. Un brouillard épais contraignit le groupe de Constance à revenir en Gaule, mais permit au groupe d'Asclepiodotus de débarquer sans être repéré. Cette armée rencontra celle d'Allectus, meurtrier et successeur de Carausius, qui fut vaincu et tué. Renforcé par quelques troupes du groupe de Constance qui avaient pu débarquer, l'armée d'Asclepiodotus marcha sur Londinium (Londres), où elle défit ce qui restait des forces d'Allectus. La présence de quelques bataillons de son armée lors de la prise de Londinium permit au César Constance de s'attribuer la gloire de la reconquête de la Bretagne.

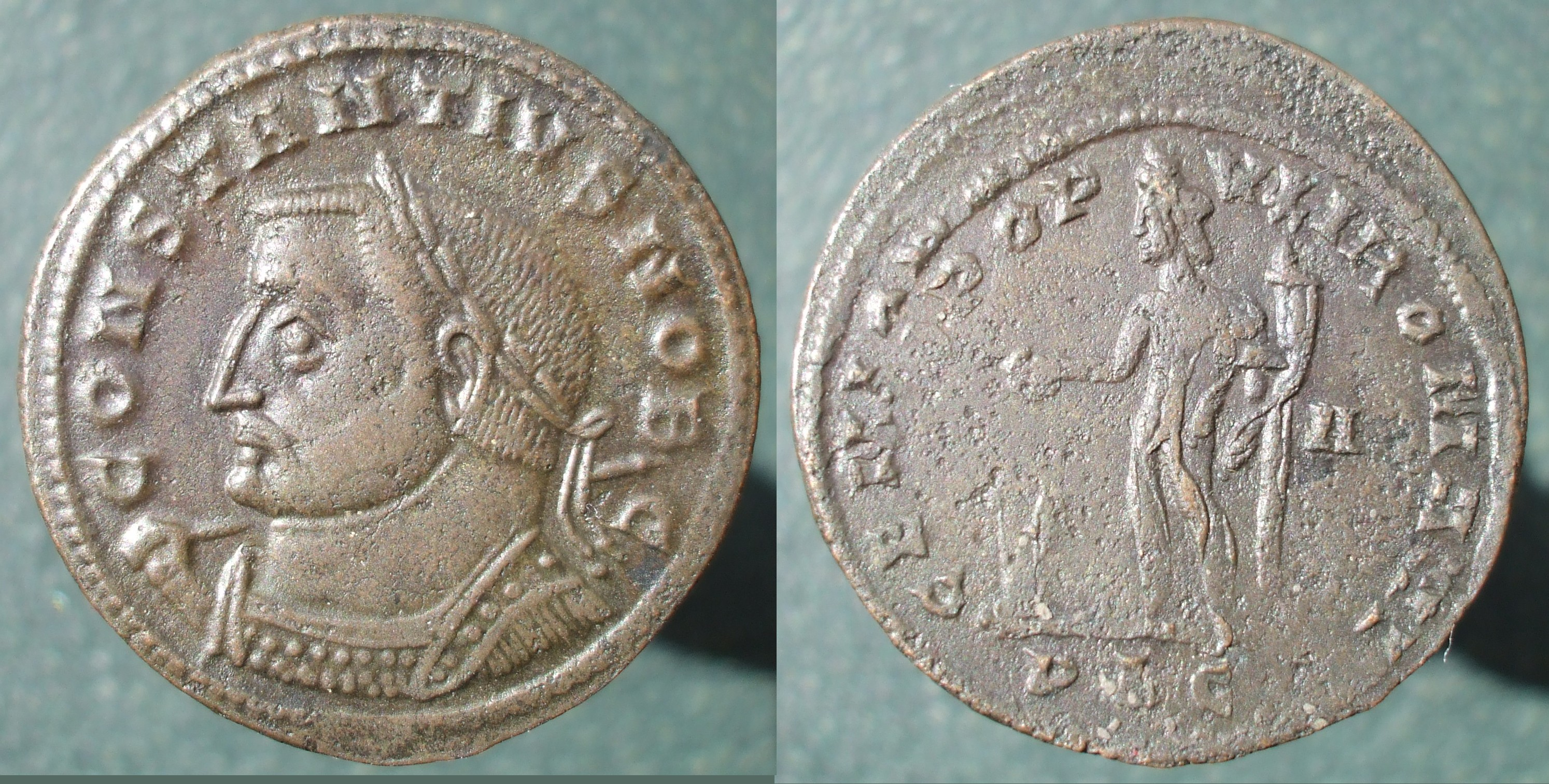
Nummus de Constance Chlore césar.

En 298, Constance Chlore vainquit d'importantes bandes d'Alamans qui avaient traversé le Rhin, pillaient l'est de la Gaule et avaient mis le siège devant Andemantunnum (Langres).
Les auteurs chrétiens de l'Antiquité ont assuré que Constance Chlore appliqua de manière très indulgente les édits de persécution promulgués par Dioclétien, et qu'il se contenta de démanteler quelques églises. Bien que ce témoignage soit peut-être d'inspiration partiale (on ne pouvait faire de Constance Chlore, père de Constantin, un féroce persécuteur du christianisme), le fait que les chrétiens étaient à l'époque certainement peu nombreux en Gaule (surtout du nord et de l'est) et en Bretagne donne à penser que Constance Chlore, quelle qu'ait pu être sa magnanimité, n'a guère eu à la forcer. Cependant il est le plus souvent décrit comme un chef pondéré, vertueux, ennemi du luxe, protecteur des lettrés. Ce qui fit de lui le deuxième fondateur d'Augustodunum (Autun), en reconstruisant cette ville pillée et détruite par les barbares.

#### Auguste de la Tétrarchie
En 305, Dioclétien et Maximien abdiquèrent, et les deux Césars, Galère et Constance Chlore furent promus Auguste(s). En conséquence de cette élévation, Constance Chlore dut prendre comme César (empereur adjoint) Sévère (Flavius Valerius Severus), alors qu'il aurait probablement préféré prendre son fils Constantin. Ce choix lui a vraisemblablement été imposé par Dioclétien qui était hostile à la transmission héréditaire de la fonction impériale. Dioclétien avait d'ailleurs exigé que Constantin restât aux côtés de Galère (donc en Orient) presque comme un « otage » garantissant le comportement loyal de son père.
Pour faire revenir son fils près de lui, Constance invoqua la nécessité d'une campagne contre les Pictes (ou Scots) — au-delà du mur d'Antonin — qui envahissaient les provinces de Bretagne. Galère finit par accepter le départ de Constantin qui rejoignit son père au début de l'année 306 à Gesoriacum (Boulogne).

### Fin
Après plusieurs victoires contre les Pictes, Constance se rendit à Eboracum (York) en compagnie de son fils Constantin, quand il mourut, de mort naturelle, le 25 juillet 306.

## Noms et titres

### Noms successifs
- Vers 250, naît Caius Flavius Julius Constantius
- 293, fait César : Caius Flavius Valerius Constantius Nobilissimus Caesar
- 305, fait Auguste : Imperator Caesar Caius Flavius Valerius Constantius Pius Felix Invictus Augustus

### Titres et magistratures
- Détient la puissance tribunitienne à partir de 293, renouvelée annuellement le 1er mars
- Consul en 294, 296, 300, 302, 305 et 306

### Titulature à sa mort
À sa mort en 306 sa titulature était :
- IMPERATOR•CAESAR•CAIUS•FLAVIUS•VALERIUS•CONSTANTIUS• PIUS• FELIX• INVICTUS• AUGUSTUS• PONTIFEX•MAXIMUS• TRIBUNICIAE•POTESTATIS•XIV• IMPERATOR•II• CONSUL•VI

## Légende
Geoffroy de Monmouth évoque le personnage de Constance dans son Historia regum Britanniae (« Histoire des rois de Bretagne »). Geoffrey raconte que Constance est envoyé en Bretagne par le Sénat après qu'Asclépiodote ait été renversé par Coel Hen de Colchester. Coel se soumet à Constance et accepte de rendre hommage à Rome, mais meurt seulement huit jours plus tard. Constance épouse sa fille Hélène et devient roi de Bretagne.